# Yes! We Have No Bananas
Yes! We Have No Bananas (lett. "Sì! Non abbiamo delle banane") è un brano musicale jazz e novelty composto da Frank Silver e Irving Cohn nel 1922. La prima versione della traccia incisa su disco è quella interpretata nel 1923 da Furman & Nash. Seguirono molte cover di altri artisti da tutto il mondo.

## Composizione e pubblicazione
Il brano venne composto nel 1922 e originariamente interpretato da Eddie Cantor durante i suoi spettacoli teatrali. Stando a quanto emerge da un'intervista rilasciata da Silver sul Time, il pezzo sarebbe ispirato a un fruttivendolo greco risiedente a Long Island, a New York, che aveva l'insolita abitudine di dire "Sì" prima di iniziare ogni frase. Stando invece a una versione giudicata meno attendibile del Chicago Tribune, la frase che dà il titolo alla traccia venne usata per la prima volta nel 1920. Si pensa che la traccia sia ispirata a una carenza di banane Gros Michel causata dalla malattia di Panama.
La prima pubblicazione su disco di Yes! We Have No Bananas, quella di Furman and Nash, risale al 31 marzo 1923 e venne registrata per la Columbia Records.
Gli spartiti della canzone divennero di pubblico dominio negli USA il 1º gennaio 2019.

## Accoglienza
Yes! We Have No Bananas, divenne la novelty di maggiore successo degli anni venti, soprattutto nella versione interpretata da Billy Jones nel 1923. Oltre a essere stata interpretata da numerosi artisti, la relativa partitura rimase la più venduta per diversi decenni; nel solo 1923 venivano venduti mille spartiti della canzone al giorno.
Lo scrittore Arnold Shaw espresse un giudizio negativo sulla traccia, ritenendola «derivativa nel titolo e nella melodia».

## Impatto culturale
Yes! We Have No Bananas ha ispirato brani come I've Got the Yes! We Have No Bananas Blues (1923) e una parodia del sestetto di Lucia di Lammermoor trasposta nel 1923 presso una delle Music Box Revue.
La canzone è stata menzionata nel corso di eventi sociopolitici. Secondo quanto documenta l'attivista e scrittore irlandese Paddy Devlin nel suo Yes, We Have No Bananas: Outdoor Relief in Belfast, 1920-39, essa venne infatti intonata dai manifestanti durante le outdoor relief protests di Belfast nel 1932. Durante la seconda guerra mondiale, la mancanza di banane dovute ai razionamenti alimentari spinse diversi negozianti a riportare sulle vetrine dei loro negozi la scritta "Sì, non abbiamo banane" (Yes! We Have No Bananas).

## Controversie
Nel 1923 gli autori della traccia vennero incolpati da un editore musicale di aver plagiato il loro arrangiamento del Messiah di Händel. La causa che seguì venne vinta dagli accusatori.

## Cover
- L'8 giugno 1923 Billy Jones pubblicò una delle versioni più conosciute della traccia.[12] La sua cover, registrata con Benny Krueger e la sua orchestra, si piazzò al primo posto delle classifiche americane, rimanendovi per cinque settimane.[2][4]
- Nel 1923 venne registrata una versione cantata in tedesco, interpretata da Magda Hain e Rudi Schuricke e con testo di Fritz Löhner-Beda (Ausgerechnet Bananen).[18]
- Al Jolson registrò una sua versione della traccia come conferma, ad esempio, la sua antologia The Great Al Jolson (2008).
- Nei primi anni cinquanta gli Spike Jones and His City Slickers incisero un disco fonografico contenente una cover della canzone.[4][19]
- Nel 1960 i Seconda Roman New Orleans Jazz Band pubblicarono su 45 giri una cover della traccia.
- Nell'album di Rick Wakeman Rhapsodies, uscito nel 1979, è presente una cover strumentale della traccia.
- Gianfranco Manfredi incise una cover in lingua italiana della traccia intitolata Oh Yes, Finite Banane contenuta in Questi pazzi pazzi Oldies (1982).
- Il cantante tedesco Volker Rosin, specializzato in musica per bambini, cantò una cover del brano nella sua lingua (Ja! Wir hab'n keine Bananen).[20]